# Канальный кондиционер
Канальный кондиционер — сплит-система, относящаяся к классу полупромышленного оборудования для кондиционирования воздуха. Состоит из двух блоков: наружного, который размещается снаружи здания и внутреннего. Канальный кондиционер, как и другие типы кондиционеров, выполняет задачи охлаждения, обогрева, осушения и очистки воздуха. Главной отличительной особенностью(в отличие от сплит систем) является монтаж не на стену, а в систему воздуховодов.

## Устройство
Внутренний блок канального кондиционера размещается в здании скрытым образом. Обычно выбирается такое место, где шум от внутреннего блока не будет мешать человеку. Это могут быть кладовки, служебные помещения, пространство над навесными потолками.
Внешний блок аналогичный сплит системам.
Блоки соединяются трассой из медных труб, по которым циркулирует хладагент. Также к внутреннему блоку с улицы подводится воздуховод, по которому поступает воздух с улицы, при этом кондиционер становится частью системы вентиляции, и должен учитываться при её расчете.

## Принцип работы
Воздух с улицы по воздуховоду поступает во внутренний блок. Внутренний блок канального кондиционера с помощью вентилятора распределяет воздух по сети воздуховодов, которые подсоединены к выходам блока. Таким образом, воздух с улицы проходит через внутренний блок, где нагревается или охлаждается до необходимой температуры и затем через воздуховоды попадает в помещения. Принцип охлаждения и обогрева схож с принципом работы всех кондиционеров. Исключение составляют лишь установки, работающие от сети водного теплоснабжения.
Во внутреннем блоке размещен фильтр воздуха. Во всей системе воздух может проходить несколько стадий очистки: от грубой, до самой тщательной, в зависимости от требований к качеству воздуха.

## Преимущества и недостатки
Преимущества:
- Скрытая установка внутреннего блока
- Одновременное обслуживание нескольких помещений
- Универсальность в сборке системы. Возможность комбинирования с системой приточно-вытяжной вентиляции
- Экономия. За счет объединения с системой вентиляции снижается стоимость затрат на оборудование, а также снижаются затраты на подогрев воздуха за счет установки рекуператора

Недостатки:
- Шумная работа. Чтобы избежать шума, необходимо правильно размещать внутренний блок кондиционера и правильно выбирать и рассчитывать систему воздуховодов и воздухораспределительных решеток. Стоит выбирать марки кондиционеров с низкими показателями шума внутреннего блока, не более 50 дБА
- Сложность монтажа и проектирования. Правильно рассчитать и установить систему может профессионал, имеющий знания и опыт как в области кондиционирования, так и в области вентиляции.

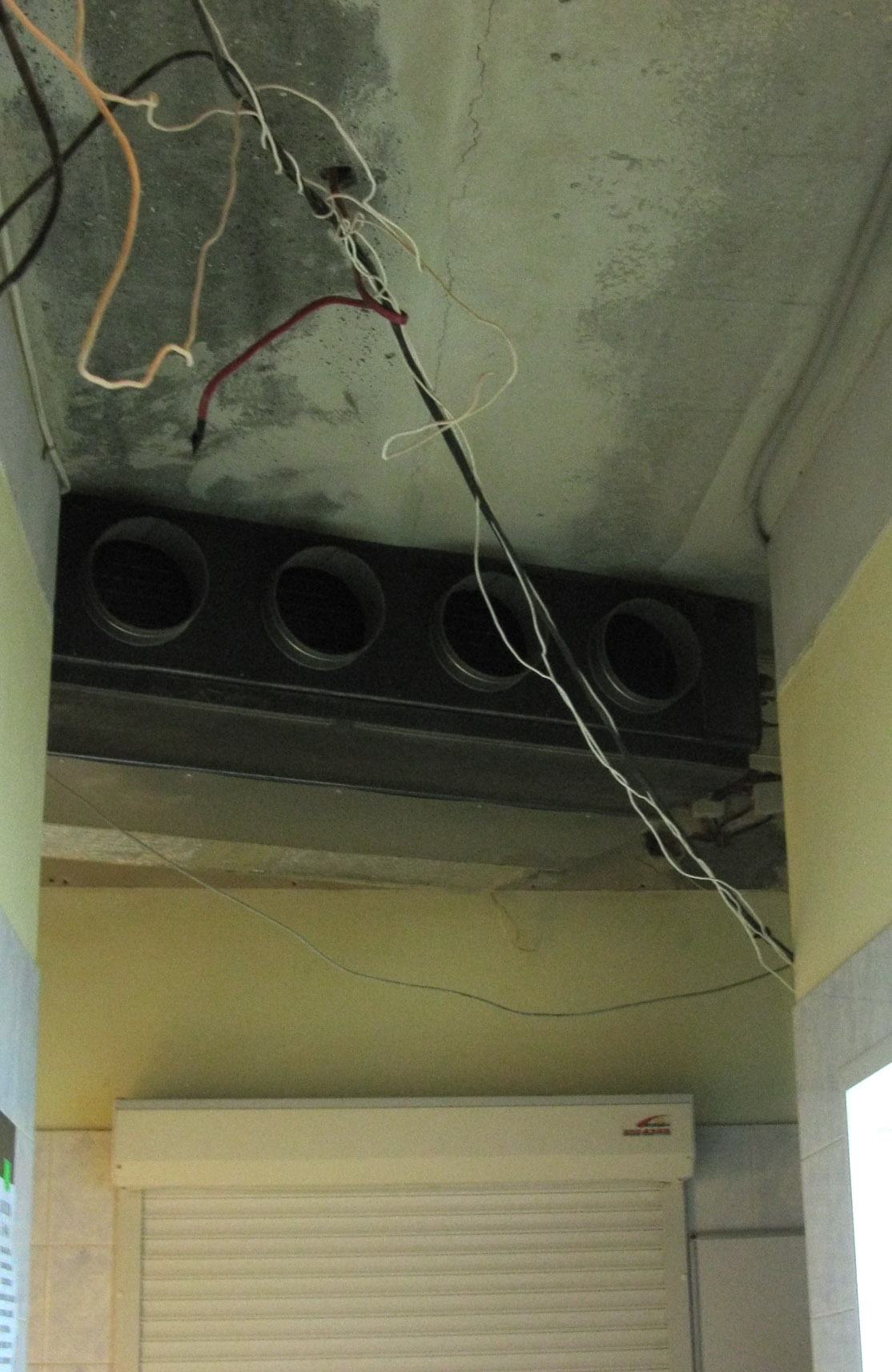
Канальный кондиционер Lessar вид с выхода
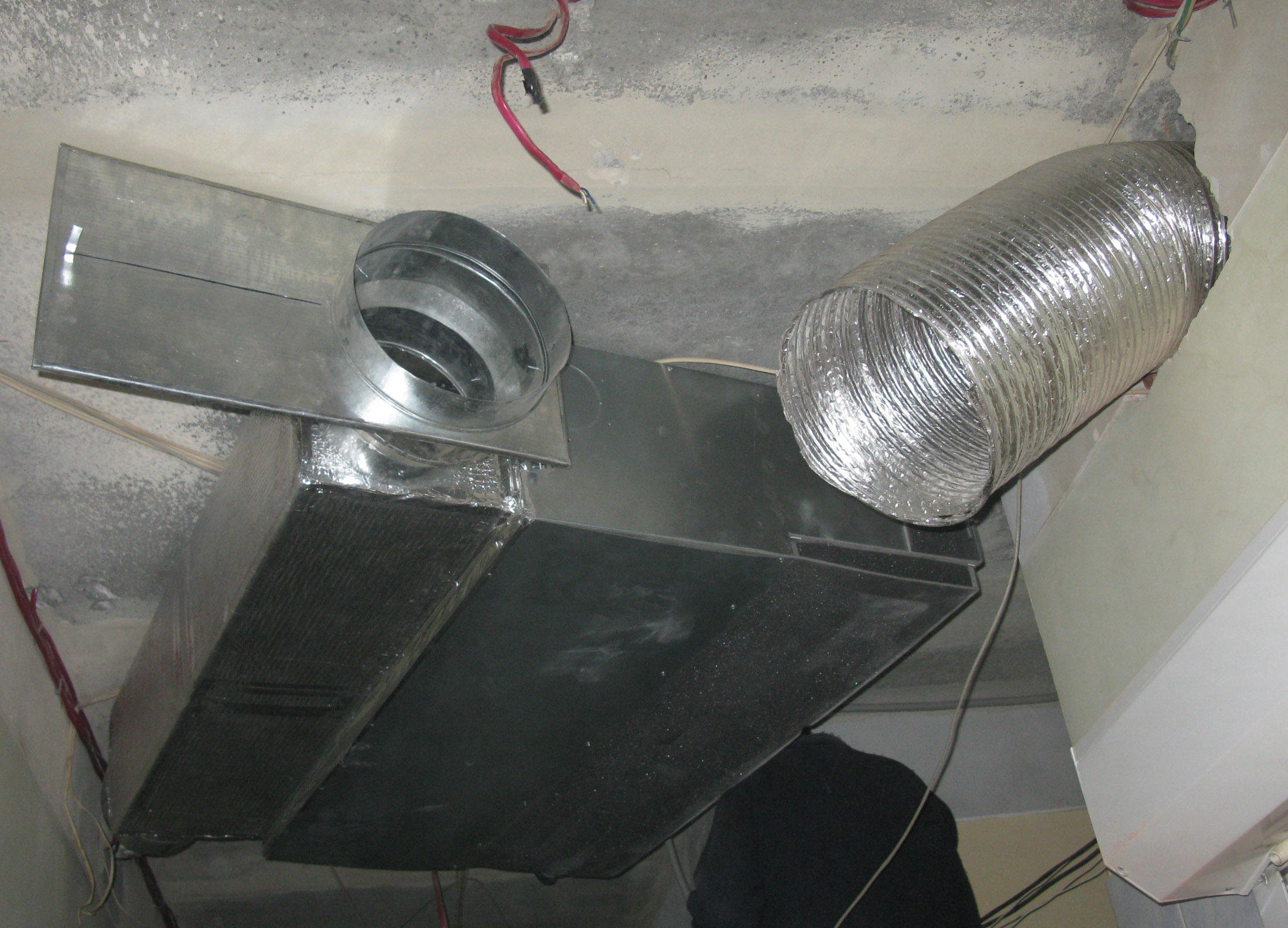
Канальный кондиционер Lessar вид с входа
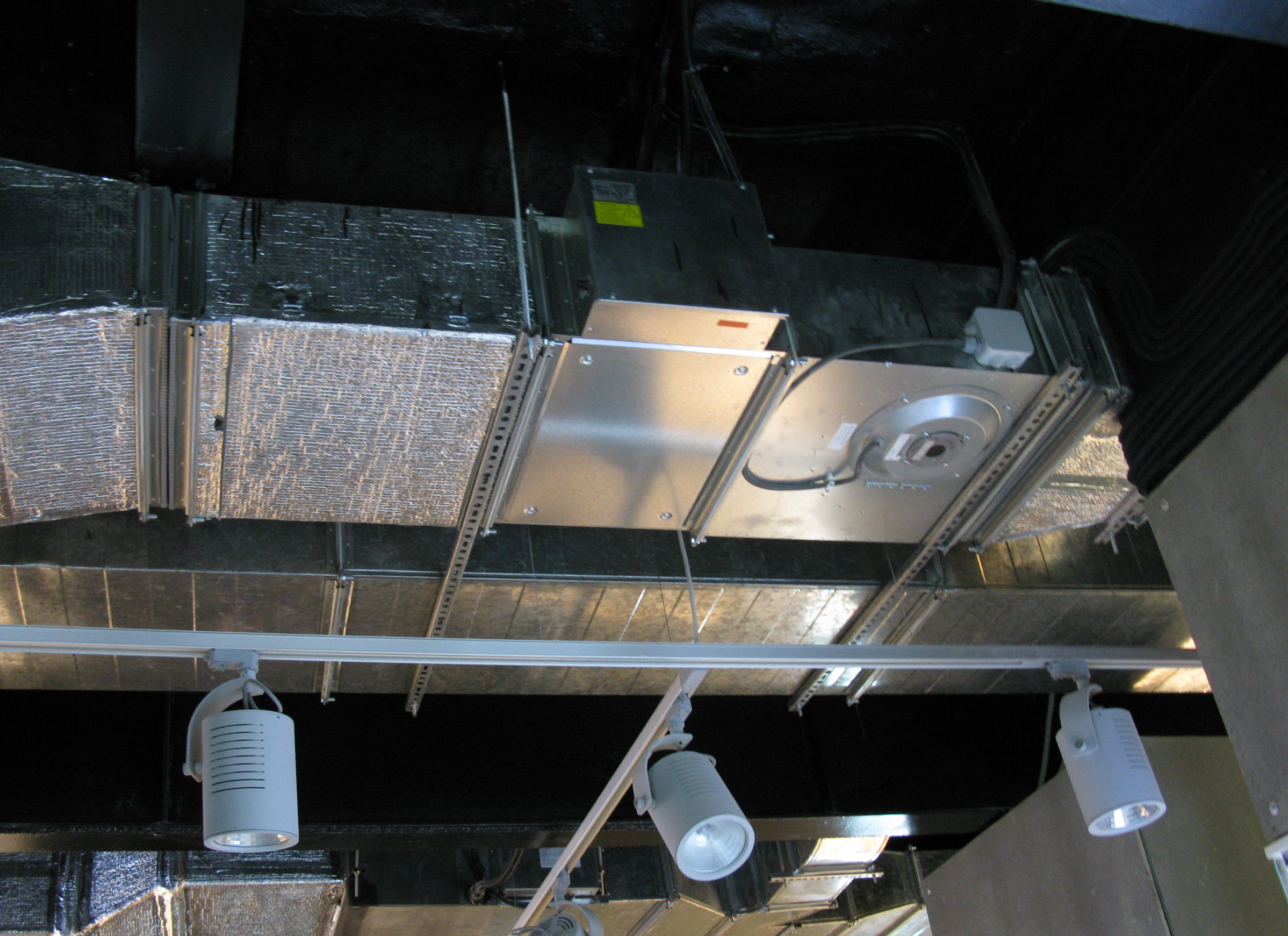
Канальный кондиционер HITACHI
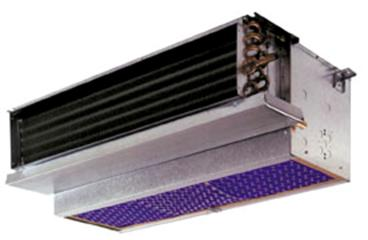
Канальный кондиционер в разобранном виде